# Collignon
Collignon je priimek več oseb:
- Marcel Collignon, francoski general
- Maurice-Jules-Marie Collignon, francoski general
- Robert Collignon, belgijski politik